# Maladie de Schamberg
 Mise en garde médicale
La maladie de Schamberg est une dermatose purpurique pigmentée, mais majoritairement sans symptômes pour l'être humain.
Elle peut être traitée grâce à une technologie de fluorescence avancée.